# 모스버그 500

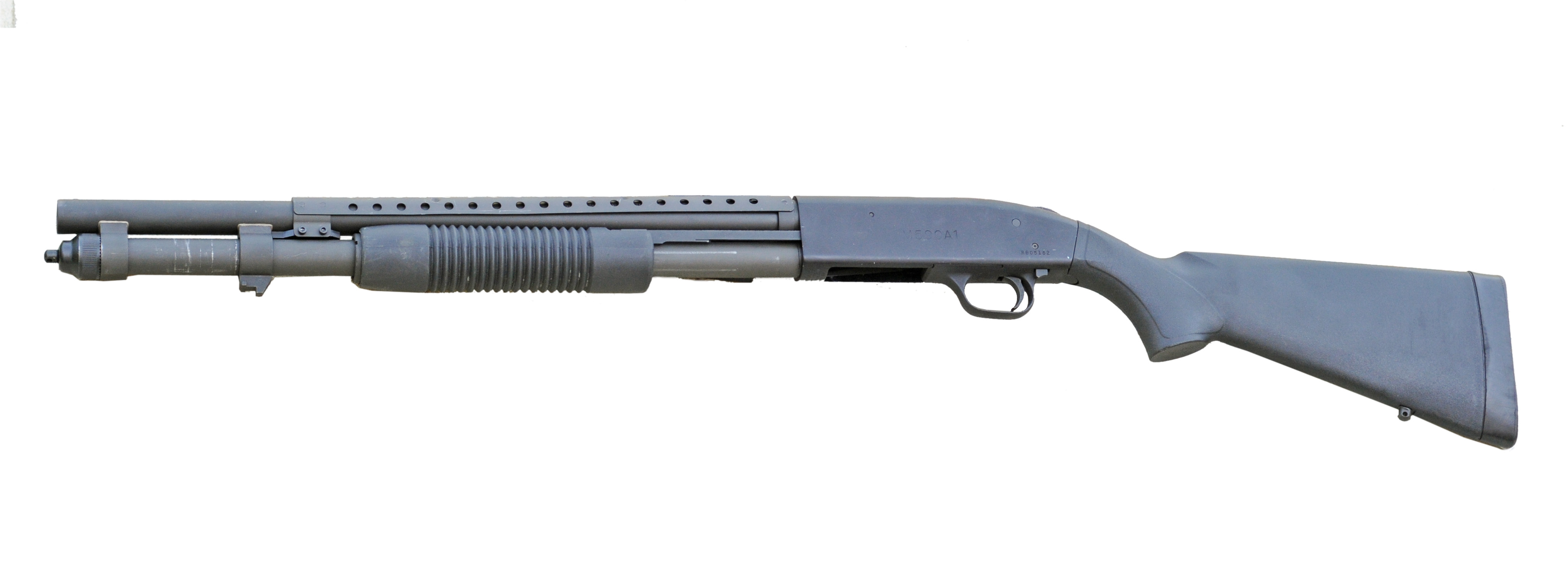
모스버그 590A1

모스버그 500(영어: Mossberg 500)은 O.F. Mossberg & Sons가 제조한 펌프 액션 산탄총 시리즈이다. 500 시리즈의 모델 번호로는 500, 505, 510, 535, 590가 포함된다.

## 기본 기능
1960년에 도입되었으며 모든 500 모델은 칼 벤슨이 설계한 동일한 기본 개념에 기반을 두고 있다.

## 모델 번호
- 500A = 12 gauge
- 500AB = 12 gauge, Dual Action Bar
- 500B = 16 gauge (단종)
- 500C = 20 gauge and 12 gauge
- 500D = 28 gauge (생산된 적 없음)
- 500E = .410 bore[2]

## 군사적 이용

### 사용처
- 버뮤다
- 브라질: 브라질 해병대.[3]
- 도미니카 공화국
- 아이슬란드: 아이슬란드 경찰.[4]
- 이라크
- 레바논[5]
- 말레이시아: en:Malaysian Special Operations Force[6] and en:RELA Corps.
- 네덜란드: 590DA1 is used by the en:Korps Commandotroepen, Armoured infantry and the Airmobile Brigade of the en:Royal Netherlands Army.[7]
- 필리핀
- 폴란드: 50440 in use by en:Military Gendarmerie and 590 in use by en:Policja, SPAP and probably in use by Polish Troops in Afghanistan.[8]
- 미국[9]
- 세르비아: Mossberg M-590 is used by Special Anti-Terrorist Unit.[10]
- 솔로몬 제도: Used by Royal Solomon Islands Police Force.[11]

## 같이 보기
- 레밍턴 M870
- 펌프 액션